# Massonia depressa
Massonia depressa är en sparrisväxtart som beskrevs av Maarten Willem Houttuyn. Massonia depressa ingår i släktet Massonia och familjen sparrisväxter. Inga underarter finns listade i Catalogue of Life.

## Bildgalleri

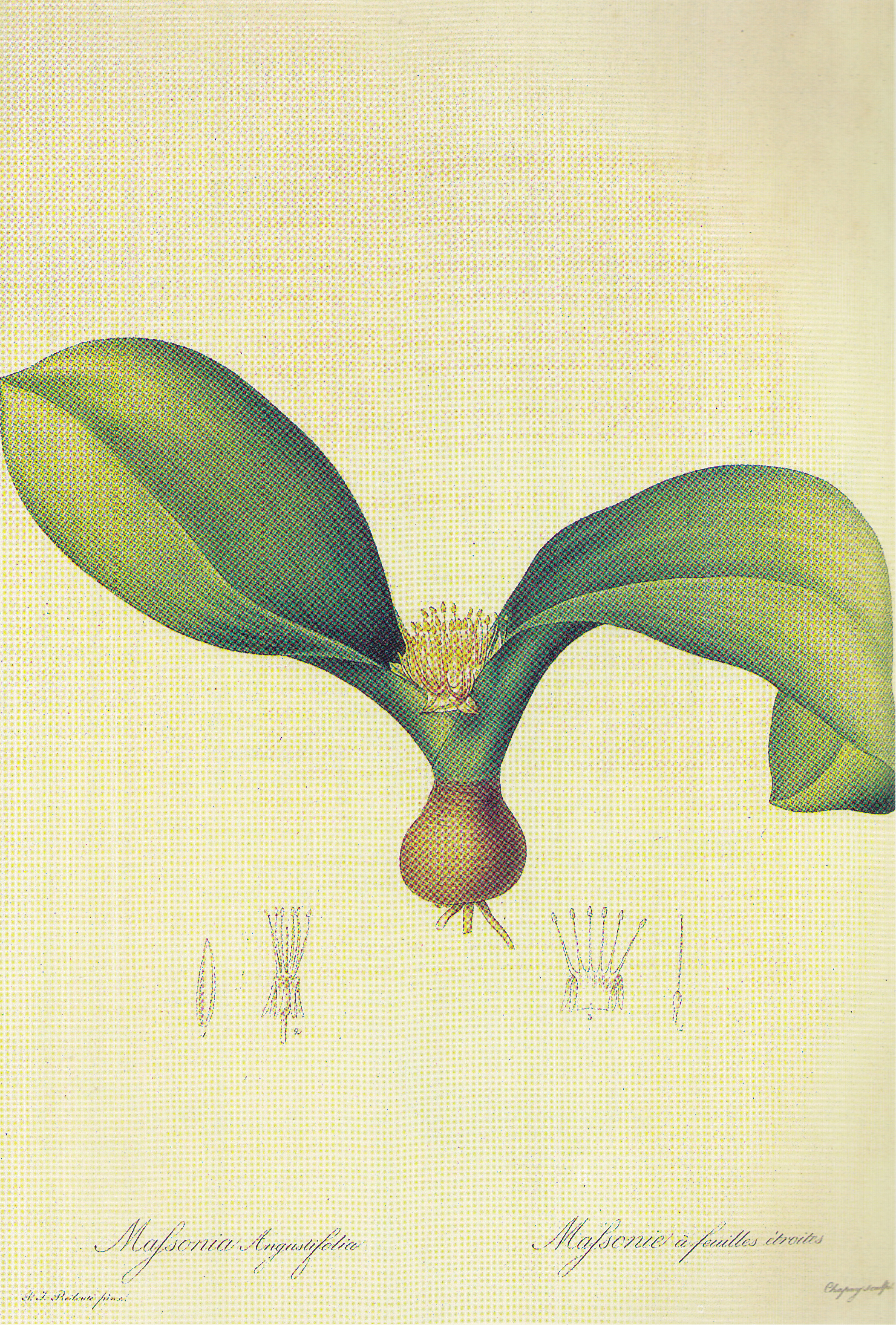
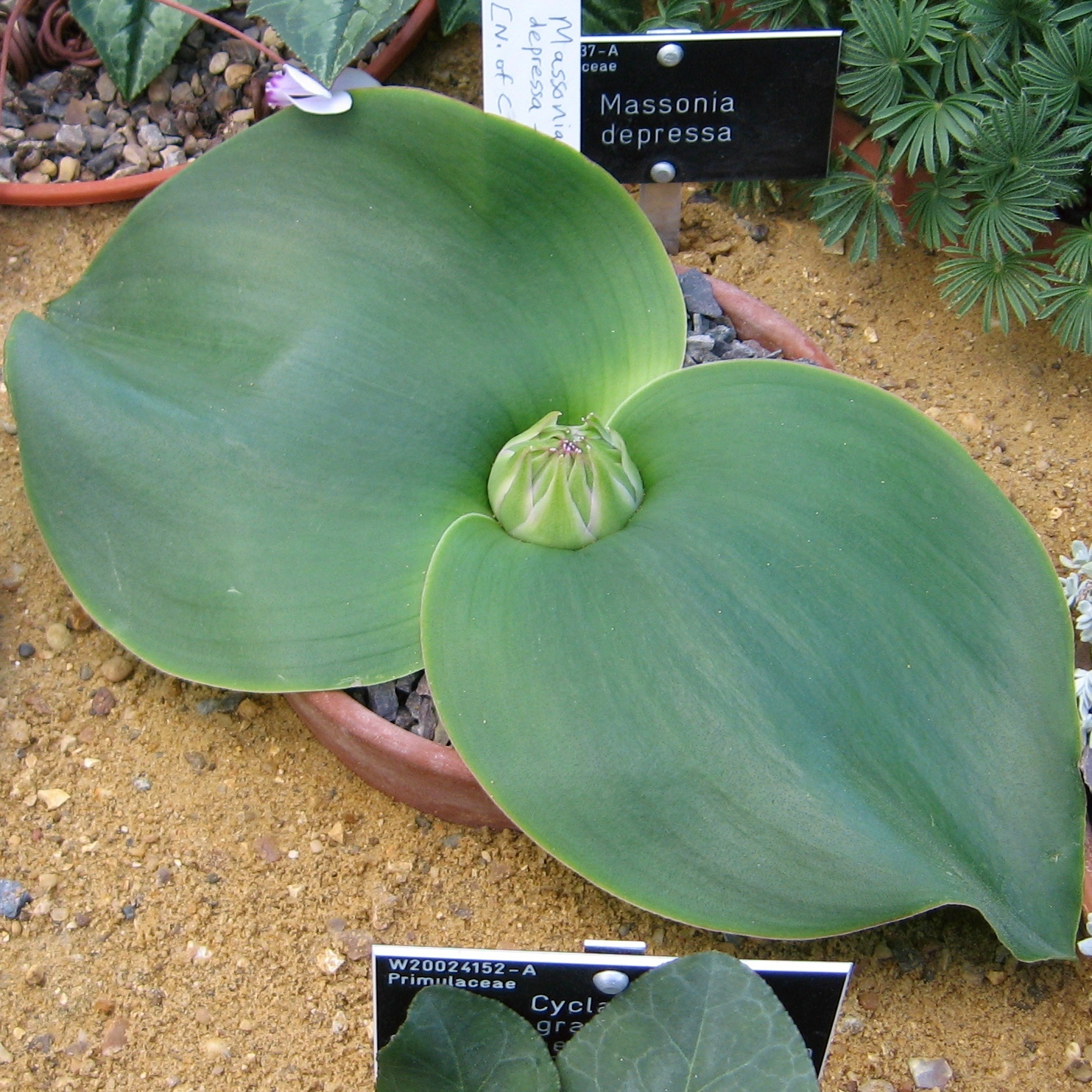
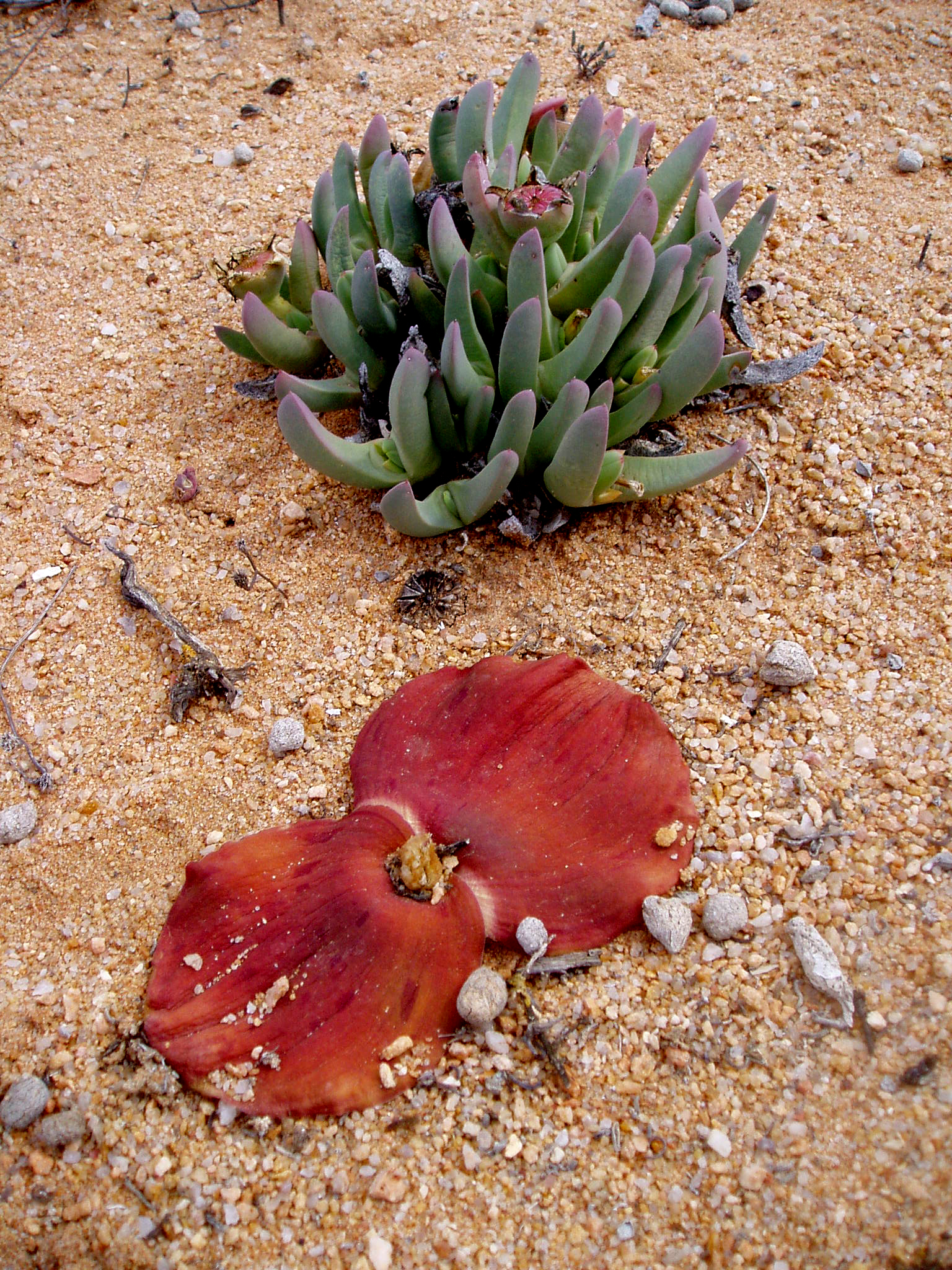